# David Scheinert
David Scheinert (ur. 29 maja 1916 w Częstochowie, zm. 24 sierpnia 1996 w Koekelberg) – belgijski pisarz i poeta pochodzący z rodziny polskich Żydów.

## Życiorys
Urodził się jako Dawid Szajnert w rodzinie zasymilowanych Żydów, jego ojciec pracował w hucie szkła, pochodził z rodu o długich tradycjach kupieckich. W 1924 cała rodzina przeniosła się do Belgii, David długo tęsknił za Polską i miał duży problem z nauczeniem się języka francuskiego. W 1939 uzyskał belgijskie obywatelstwo. Podczas II wojny światowej wszyscy członkowie jego najbliżej rodziny zostali deportowani do Auschwitz-Birkenau, gdzie zostali zamordowani. W 1945 ożenił się z poetką Suzanne Scheinert-Servais, w tym czasie aktywnie zaangażował się w działalność ruchów syjonistycznych i marksistowskich. Zamieszkali w Rixensart, gdzie powstała pierwsza powieść Davisa Scheinerta L'apprentissage inutile, która została wydana w 1948 w Paryżu. W 1961 za powieść Le Flamand aux longues oreilles otrzymał prestiżową belgijską nagrodę literacką Prix Victor-Rossel. W 1964 był współzałożycielem i fundatorem „Groupe du Roman”, ale atak serca w 1966 sprawił, że znacznie ograniczył swój udział. W 1968 zamieszkał nad jeziorem Genval, napisał tam pierwszą sztukę teatralną L'homme qui allait à Götterwald, którą wystawiono w 1972 w reżyserii Rene Habiba w teatrze w Genewie. Również w 1972 ufundował nagrodę literacką przyznawaną pisarzom francuskojęzycznym publikującym w Belgii. W tym czasie zamieszkał na stałe w Brukseli i mieszkał tam do śmierci w 1996.

## Twórczość
Twórczość Davida Scheinerta obejmuje prozę, poezję i tłumaczenia m.in. dokonał nowego tłumaczenia na język francuski „Pieśni nad Pieśniami”.

### Proza
- "L'apprentissage inutile" /1948/;
- "Le coup d'État" /1950/;
- "Le Flamand aux longues oreilles" /1959/;
- "Le mal du Docteur Laureys" /1962/;
- "La contre-saison" /1966/, (nagrodzona przez Akademię Francuską);
- "Un silence provisoire" /1968/;
- "Le voyage en Palestine" /1973/;
- "La métamorphose de Pierre Bajut" /1974/;
- "Les amités lointaines".

### Nowele
- "Bien que la terre soit ronde" /1950/;
- "Les amitiés lointaines" /1983/.

### Sztuki teatralne
- "L'homme qui allait à Götterwald" /1970/, nagrodzona "Prix Vaxelaire de l'Académie royale de Langue et de Littérature françaises de Belgique" oraz "Prix de la Province de Brabant";
- "Les poissons sont morts et Les pieds" /1973/.

### Poezja
- "La figue sur l'ulcère" /1949/;
- "Requiem au genièvre" /1952/;
- "Le chat à neuf queues" /1952/;
- "Et la lumière chanta" /1954/;
- "Dans ce jardin devenu le monde" /1956/;
- "Comme je respire" /1960/;
- "Sang double" /1962/;
- "Une rose pour dix épines" /1968/;
- "Un coeur de Barbarie" /1976/;
- "L'horloge élémentaire" /1980/;
- "Le tambour bat" /1986/;

### Eseje i wspomnienia
- "Les écrivains belges devant la réalité" /1964/, wyróżnione nagrodą "Léopold Rosy" przez Akademię Królewską oraz nagrodą Biblioteki Narodowej;
- "La vie des hommes vue par les écrivains" /1967/;
- "Constant Burniaux ou la hantise du temps" /1973/;
- "Confidences d'un juif hérétique" /1989/.

### Tłumaczenia
- „Le Cantique des Cantiques” /1952/.